# Стефан Фурнаджиев
Стефан Фурнаджиев е български поет. Баща е на поетесата Соня Фурнаджиева.

## Биография и творчество
Стефан Михалев Фурнаджиев е роден на 2 октомври 1935 г. в село Габарево, Казанлъшко. Следва икономика във ВИНС – Варна. Като студент печата за пръв път стихове и е забелязан от литературния критик Светозар Цонев.
След дипломирането си работи като икономист в „Пътно управление“ в Габрово, в мелница „Република“, и като началник-ТРЗ в Консервна фабрика и АПК Казанлък. След пенсионирането си се връща в Габарево, където започва активно да твори.
Публикува поезията си в регионални и национални издания. Автор е на няколко стихосбирки. Първата му стихосбирка „Високо бесило“ е издадена през 1992 г.
Получава няколко престижни литературни отличия, както и на „Златен ланец“ на вестник „Труд“ през 2002 г.
Член на Съюза на българските писатели, на Общобългарски комитет „Васил Левски“ и е председател на учредения от него в Габарево местен комитет „Васил Левски“.
Стефан Фурнаджиев умира след тежко боледуване на 26 август 2006 г. в Габарево.
На негово име община Павел баня учредява литературна награда за поезия и проза, която се присъжда за публикувана книга през предходната година или за цялостно творчество, и съпътстващ я литературен конкурс. Провеждат се и традиционни литературни четения на авторски произведения в „Джанановата къща“ (музей на Васил Левски) в село Габарево.

## Произведения
- „Високо бесило“ (1992)
- „Паша за вълци“ (1995)
- „Ясни телеграми“ (1998) – поема
- „Скок от високо“ (2000)
- „Заклинание“ (2004)
- „Фамилно евангелие“ (2004)
- „Ваденки от галактика“ (2006)
- „Бащина дума“ (2006)